# Dampfdurchdringungstest

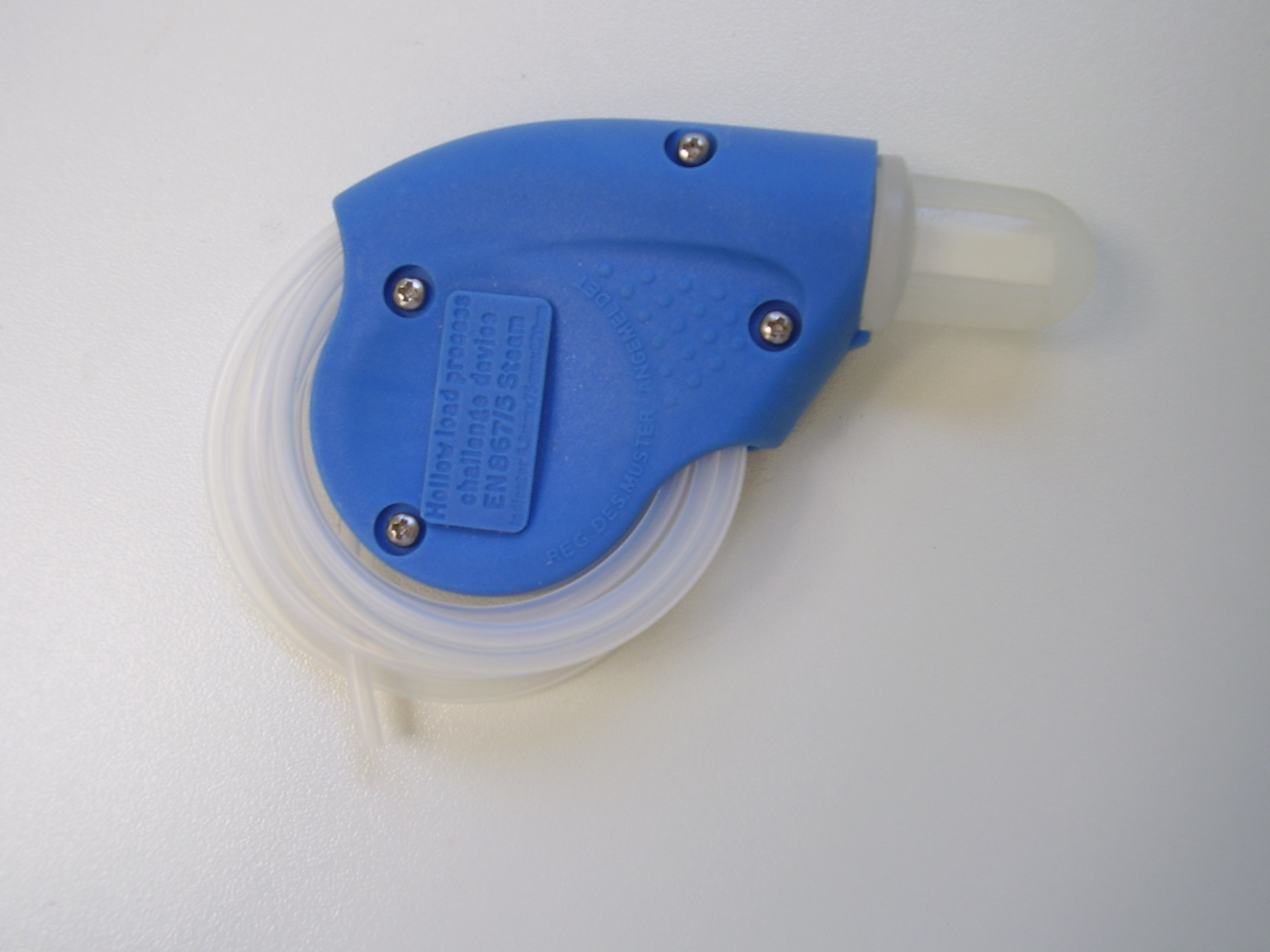
Helixprüfkörper für den Helixtest (Fa. Browne)

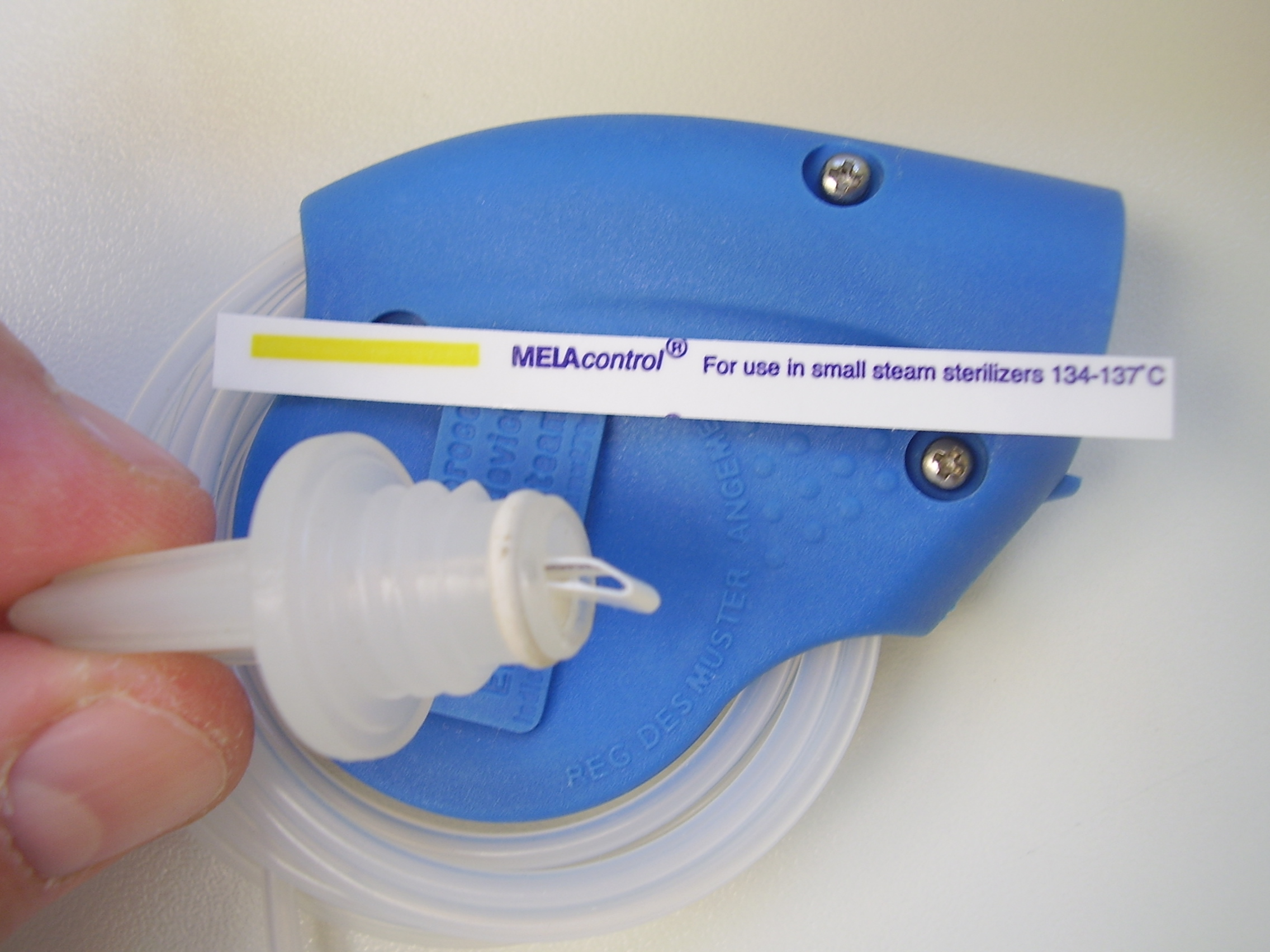
Helixtest mit Papierindikator

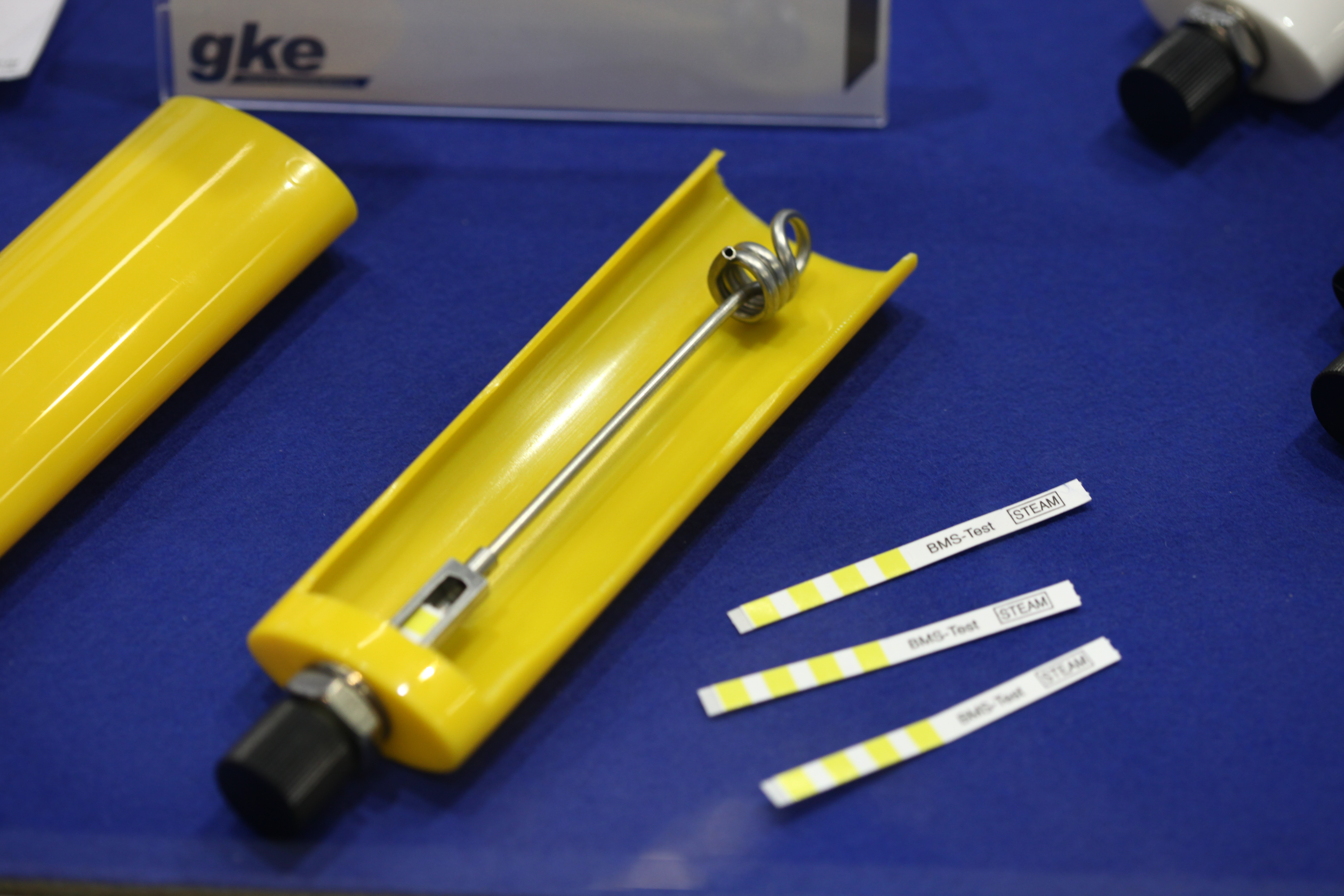
Prüfkörper eines anderen Herstellers (Fa. gke; hier mit geöffnetem Gehäuse)

Ein Dampfdurchdringungstest dient der Sterilisationsprozeßkontrolle eines Dampfsterilisators der Klasse B (fraktioniertes Vor-Vakuumverfahren). Die amtliche Bezeichnung des Dampfdurchdringungstests lautet: Dampfdurchdringungstest für Hohlkörper; engl. hollow load process challenge device oder hollow load challenge test. Der Prüfkörper simuliert gemäß der Norm DIN EN 13060 Beladungen der Klassifizierung Hohlkörper A für Klein-Dampf-Sterilisatoren des Typs B und ist auch ein Typtest für Großsterilisatoren nach DIN EN 285.
Bei dem für den Dampfdurchdringungstest eingesetzten Prüfkörper (Helixprüfkörper) handelt es sich um die Hintereinanderschaltung von Hohlräumen verschiedener Länge und Volumen. Damit werden die Entlüftungseigenschaften typischer medizinischer Instrumente simuliert. Wobei es für die unterschiedlichen Fachbereiche (Chirurgie, Augenheilkunde, Zahnheilkunde) unterschiedliche Prüfkörper gibt, um den unterschiedlichen Hohlinstrumenten gerecht zu werden. Bei dem Prüfkörper handelt es sich gemäß DIN/EO/ISO 11140-1 (siehe unten) um einen Chemoindikator der Klasse 2, der aus einem Prüfkörper (PCD = Process Challenge Device) und einem Indikatorsystem (Indikatorstreifen) besteht.
Mit dem Dampfdurchdringungstest wird geprüft, ob eine ausreichende Dampfdurchdringung am Ende eine Prüfkörpers erfolgt.
Die Prüfkörper für den Dampfdurchdringungstest werden als Process Challenge Device (PCD) bezeichnet. Wegen der gegenwärtig verbreiteten Form des Testkörpers – ein aufgewickelter Schlauch – wird der Dampfdurchdringungstest oft auch als Helixtest bezeichnet. Es gibt aber auch andere Varianten von Prüfkörpern, die die gleichen Eigenschaften haben. Die auf dem Markt befindlichen Tests unterscheiden sich erheblich in ihrer Empfindlichkeit.
Einzelheiten sind in den folgenden Normen beschrieben:
- Norm DIN 58921 (Deutsche Fassung vom Januar 2011) „Prüfverfahren zum Nachweis der Eignung eines Medizinproduktsimulators bei der Dampf-Sterilisation - Medizinproduktsimulatorprüfung.“ (engl.: „Test method to demonstrate the suitability of a medical device simulator during steam sterilisation - Medical device simulator testing.“)
- Norm DIN EN ISO 11140-1 (Deutsche Fassung EN ISO 11140-1:2009 vom September 2009): „Sterilisation von Produkten für die Gesundheitsfürsorge - Chemische Indikatoren - Allgemeine Anforderungen.“ (engl.: „Sterilization of health care products - Chemical indicators - Part 1: General requirements.“)
- DIN EN ISO 11140-3 (Deutsche Fassung EN ISO 11140-3:2009): „Sterilisation von Produkten für die Gesundheitsfürsorge - Chemische Indikatoren - Indikatorsysteme der Klasse 2 zur Verwendung im Bowie-Dick-Dampfdurchdringungstest.“
- DIN EN ISO 11140-4 (Deutsche Fassung EN ISO 11140-4:2007): „Sterilisation von Produkten für die Gesundheitsvorsorge - Chemische Indikatoren - Indikatoren der Klasse 2, die alternativ zum Bowie-Dick-Test für den Nachweis der Dampfdurchdringung verwendet werden.“
- DIN EN 867-5 (Helix „Hollow A“) – wurde übernommen als
- DIN EN ISO 11140-6: dort erfolgt die eigentliche Beschreibung der Spezifikation für den Helixtest.

Weitere Norm zu diesen Prüfkörpern sind:
- DIN EN 867-5 (vom November 2011), in der Prüfkörper mit 1,5 m PTFE-Schlauchlänge und PTFE-Kapsel beschrieben werden: „Nichtbiologische Systeme für den Gebrauch in Sterilisatoren – Festlegungen von Indikatorsystemen und Prüfkörpern für die Leistungsprüfung von Klein-Sterilisatoren vom Typ B und vom Typ S.“ sowie die ISO-Norm mit gleichem Titel
- ISO 11140-5 (vom März 2007): „Nichtbiologische Systeme für den Gebrauch in Sterilisatoren – Festlegungen von Indikatorsystemen für die Leistungsprüfung von Klein-Sterilisatoren vom Typ B und vom Typ S.“

Ein Process Challenge Device (PCD) besteht aus Prüfkörper und Detektor der meistens aus einem Chemoindikator besteht und ist eine Testvorrichtung, mit dem die Durchdringsleistung des Steriliergases (z. B. Dampf) (Sterilisation) beurteilt wird.
Mit einem PCD können Dampf-, Ethylenoxid-, Formaldehyd- und Wasserstoffperoxid-Sterilisationsverfahren überprüft werden. Das PCD wurde früher als challenge (engl. challenge für infrage stellen, anzweifeln), test pack oder challenge test pack bezeichnet.
Es gibt unter anderem folgende Process Challenge Devices für Sterilisatoren:
- Bioindikator-PCD (Sporentest)
- Helixtest-PCD (ein Dampfdurchdringungstest für Hohlkörper; engl.: hollow PCD oder tubular test device) – Prüfkörper für die Leistungsprüfung von Dampf-Klein- und Großsterilisatoren
- Bowie-Dick-PCD (Bowie-Dick-Test) – zur Verwendung im täglichen Bowie-Dick-Dampfdurchdringungstest der aus einem porösen PCD besteht

Das Ergebnis einer Sterilisation kann nicht am Endprodukt überprüft werden, da eine „zerstörungsfreie“, direkte Überprüfung der Sterilität nicht möglich ist. Da eine direkte Prüfung des Sterilgutes ohne Verlust der Sterilität unmöglich ist, behilft man sich mit einer Reihe indirekter Kontrollen. Die alleinige Messung von Druck und Temperatur im Sterilisator reicht jedoch nicht aus. Es wird eine schwerst zu erreichende Stelle im PCD konstruiert, an dem sich nichtkondensierbare Gase in ausreichender Menge ansammeln können, um eine zuverlässige Aussage über die Durchdringung mit dem Sterilisiergas (Dampf, Ethylen, Formaldehyd, Wasserstoffperoxid) machen zu können.
Als ein Problem bei der Sterilisation hat sich erwiesen, dass das Sterilisiergas bei der Sterilisation nicht immer alle äußeren und besonders inneren Oberflächen des Sterilisiergutes erreicht („Sterilisiergut“ ist das unsterile und unfertige „Produkt“; „Sterilgut“ ist das fertig sterilisierte „Produkt“). Wenn die Luft nicht aus den Hohlkörpern des Sterilisiergutes entfernt wird, dann kann auch kein Sterilisiergas eindringen und diese sterilisieren. Deshalb können beispielsweise Hohlkörpertest für die Entfernung der Luft und das Eindringen des Dampfes (Dampfdurchdringung) durchgeführt werden. Um alle inneren Oberflächen zu erreichen, muss die Luft vor dem eigentlichen Sterilisationsprozess aus dem Dampfsterilisator – und damit aus dem Sterilisiergut – mittels Vakuum entfernt werden. Während der Sterilisation dürfen sich keine nicht-kondensierbaren Gase (NKG) in den zu sterilisierenden Hohlkörperinstrumenten befinden oder anreichern. Nicht entfernte Restluft aus der Sterilisatorkammer reichert sich hier an. In der Praxis sind genau diese komplexen Hohlkörperinstrumente schwer zu entlüften und zu sterilisieren. Der Helixtest dient in Dampfsterilisationsprozessen zur Überprüfung einer spezifischen Dampfdurchdringungsleistung.
Die Anforderungen an den Testkörper für den Helixtest oder ganz allgemein an ein Prüfsystem für einen B-Klasse Autoklaven sind in der EN 867/5 Steam beschrieben. Der Helixtest ist der Standardtest für B-Klasse-Kleinsterilisatoren laut EN 13060. Der Helixtest ist ein spezifischer Indikator und kann ein Chargenüberwachungssystem (engl. batch monitoring system; BMS) sein. Ein Chargenüberwachungssystem für Dampfsterilisationsprozesse in Anlehnung an die DIN 58921 dient der Validierung eines Sterilisationsvorganges für eine bestimmte Sterilisationscharge und er folg mittels Prüfkörper und eingelegtem Indikatorstreifen (Helixtest).
Ein Autoklav der B-Klasse muss arbeitstäglich, sinnvollerweise beim ersten morgendlichen Sterilisieren, mittels Helixtest auf Funktionsfähigkeit überprüft werden. Weiterhin müssen alle Sterilisationschargen mit Instrumenten der Gefährdungsklasse kritisch B mit einer Chargenkontrolle (beispielsweise einem Helixtest) kontrolliert werden.
Im Unterschied zu den älteren Autoklaven der Klassen N und S, arbeitet ein Autoklav (Dampfsterilisator) der Klasse B mit einem Vorvakuum, das vor dem eigentlichen Sterilisationsprozess mehrmals (meist 3–4 Mal) aufgebaut wird („fraktioniertes Vorvakuum“). Das fraktionierte Vorvakuum stellt sicher, dass auch Hohlkörper mit komplizierter Geometrie mit Sicherheit sterilisiert werden, ebenso in Sterilbarrieresysteme (Medizinische Verpackung) verpackte Instrumente.
Der Überwachung dieses Vorvakuums dient der Helixtest.
Erst wenn durch das Vorvakuum das Prüfsystem erfolgreich evakuiert wurde, kann der heiße Dampf bis zum Detektor (chemischer Indikator) gelangen. Mit dem Helixtest wird also die Funktionsfähigkeit der Vakuumanlage des B-Klasse Autoklaven, Leckagen und NKG im Dampf überprüft. Der Helixtest ersetzt nicht den Sporentest (Bioindikator), wenn als Detektor kein Chemoindikator mindestens gleichwertig der Klasse 5 oder 6 nach DIN EN ISO 11140-1 verwendet wird. Es können auch handelsübliche Bioindikatoren in einem Helixtest als Detektor verwendet werden. Wenn Sterilisationsprozesse mit Hohlkörperinstrumenten validiert werden müssen, dann ist der Helixtest eine einfache und preiswerte Methode, um eine ausreichende Penetration des Dampfes in den Hohlkörper nachzuweisen unter der Voraussetzung, dass das PCD schwieriger zu entlüften ist als der zu sterilisierende Hohlkörper. Der Helixtest deckt allerdings nur diesen Teil der Validierung ab. Der aufgewickelte Schlauch (von helix „Schnecke“) war auch namensgebend für diesen Test.
Der Helixtest ist für Kleinsterilisatoren praxisrelevanter als der Bowie-Dick-Test. Der Helixtest prüft die für den zahnärztlichen Bereich relevante Dampfdurchdringung von Hohlkörpern (beispielsweise Winkelstücke; verpackte Instrumente).
Der Bowie-Dick-Test, original ein Dampfdurchdringungstest für ein 7 kg schweres Textil-Paket, ist alleine schon deshalb für Kleinsterilisatoren ungeeignet, da er die höchstzulässige Beladungsmenge für einen Klein-Dampfsterilisators überschreitet, die meist bei 5 kg liegt. Es gibt jedoch wesentlich kleinere und leichtere Alternativen, welche den nämlichen Zweck erfüllen. Allerdings haben poröse Güter andere meist einfachere Dampfdurchdringungseigenschaften als Hohlkörper.
Die Ergebnisse des Helixtests müssen dokumentiert werden. Die Indikatorstreifen mit dem Farbumschlag müssen jedoch nicht aufbewahrt werden. Helixtests werden unter verschiedenen Namen mit verschiedenen Schlauchlängen und Durchmessern angeboten.
Der Detektor des Helixtest besteht in der Regel aus einem Chemoindikator, das durch Farbumschlag anzeigt, wenn es mit heißem Wasserdampf in Kontakt gekommen ist. Der Indikatorstreifen befindet sich in einem verschraubten Prüfkörper, in den der Dampf nicht unmittelbar eintreten kann, sondern nur über einen 1,5 m langen und 2 mm Innendurchmesser dünnen Teflonschlauch. Einseitig geschlossene Hohlkörper, sind mit Hohlkörpern doppelter Länge vergleichbar, die beidseitig offen und sonst geometrisch und materialtechnisch gleich sind. Da der Schlauch des Helixtests nach mehrmaliger Anwendung porös und undicht werden könnte, wird die höchstzulässige Anzahl der zulässigen Prüfzyklen je Prüfkörper vom Hersteller vorgegeben. Stattdessen werden auch PCD-Geräte aus Edelstahl angeboten, die eine sehr lange Haltbarkeit aufweisen.